# وسام نجمة التضامن الإيطالي
وسام نجمة التضامن الإيطالي هو وسام اقترحه إنريكو دي نيكولا أول رئيس للجمهورية الإيطالية في عام 1947 للاعتراف بالمغتربين المدنيين والعسكريين أو الأجانب الذين حققوا شيئًا متميزاً للمساهمة في إعادة إعمار إيطاليا بعد الحرب العالمية الثانية.
غير الرئيس الحادي عشر لإيطاليا جورجيو نابوليتانو اسم وسام نجمة التضامن الإيطالي في عام 2011 ليصبح وسام نجمة إيطاليا، وأصبح يُمنح للمساهمات البارزة في إلى الحفاظ على مكانة إيطاليا الوطنية وتعزيزها في الخارج، وتعزيز العلاقات الودية والتعاون مع البلدان الأخرى بدلاً من الأنشطة والأعمال التي تتعلق بإعادة إعمار إيطاليا بعد الحرب. يصدر الرئيس الإيطالي قراراً بمنح وسام نجمة التضامن الإيطالي للأشخاص المختارين بناءاً على اقتراحات وزير الخارجية الإيطالية.
حملت الشارة الأولى لوسام نجمة التضامن الإيطالي، والتي عُدلت في عام 2001، نقشاً يُمثّل شعار التضامن الإيطالي يحيط بصورة السامري الصالح. كان لوسام نجمة التضامن الإيطالي ثلاث درجات، وهي:
| شريط الوسام (1947–2001) | شريط الوسام (2001–2011) | الدرجة                                                    | عدد الحاصلين على الوسام حتى ديسمبر 2006 |
| ----------------------- | ----------------------- | --------------------------------------------------------- | --------------------------------------- |
|                         |                         | وسام نجمة التضامن الإيطالي من الدرجة الأولى للضابط الكبير | 643                                     |
|                         |                         | وسام نجمة التضامن الإيطالي من الدرجة الثانية للقائد       | 3,415                                   |
|                         |                         | وسام نجمة التضامن الإيطالي للعضو                          | 6,507                                   |

يُثبت وسام نجمة التضامن الإيطالي على الملابس على النحو التالي:
|             |      |           |
| شريط الوسام |      |           |
| عضو         | قائد | ضابط كبير |
| عضو         | قائد | ضابط كبير |

## أبرز الحاصلون على الوسام

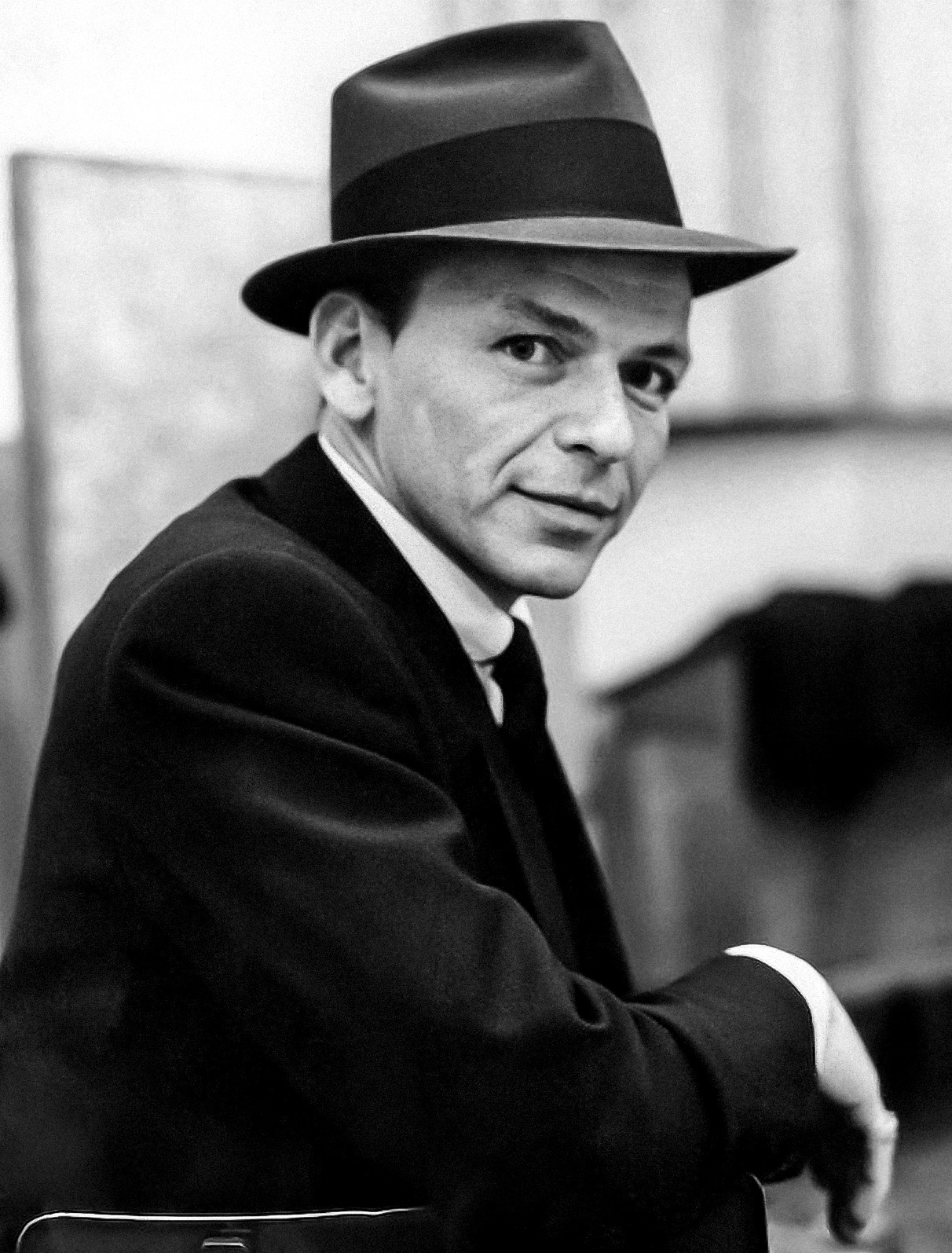
فرانك سيناترا

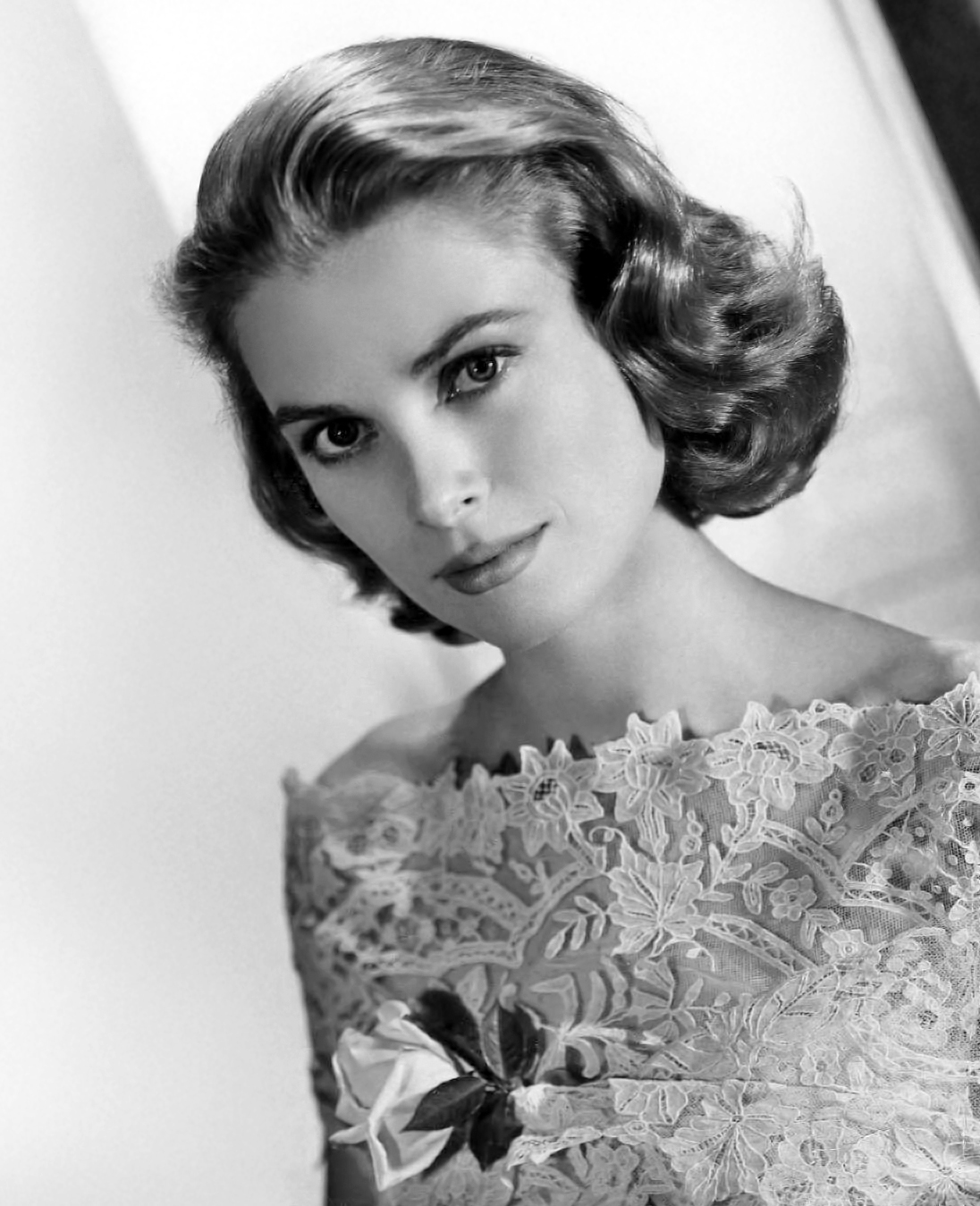
جريس كيلي

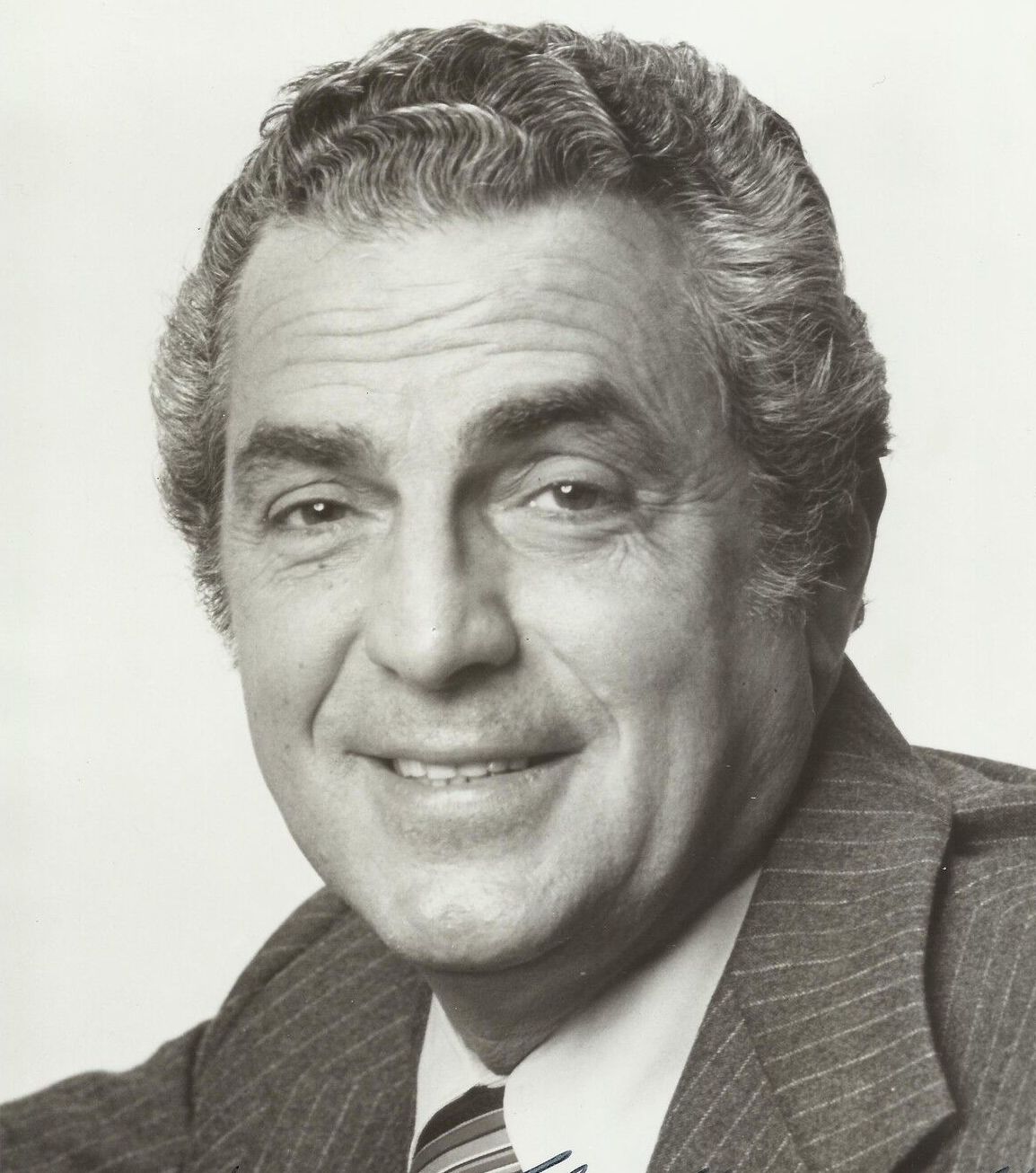
ماريو بياجي

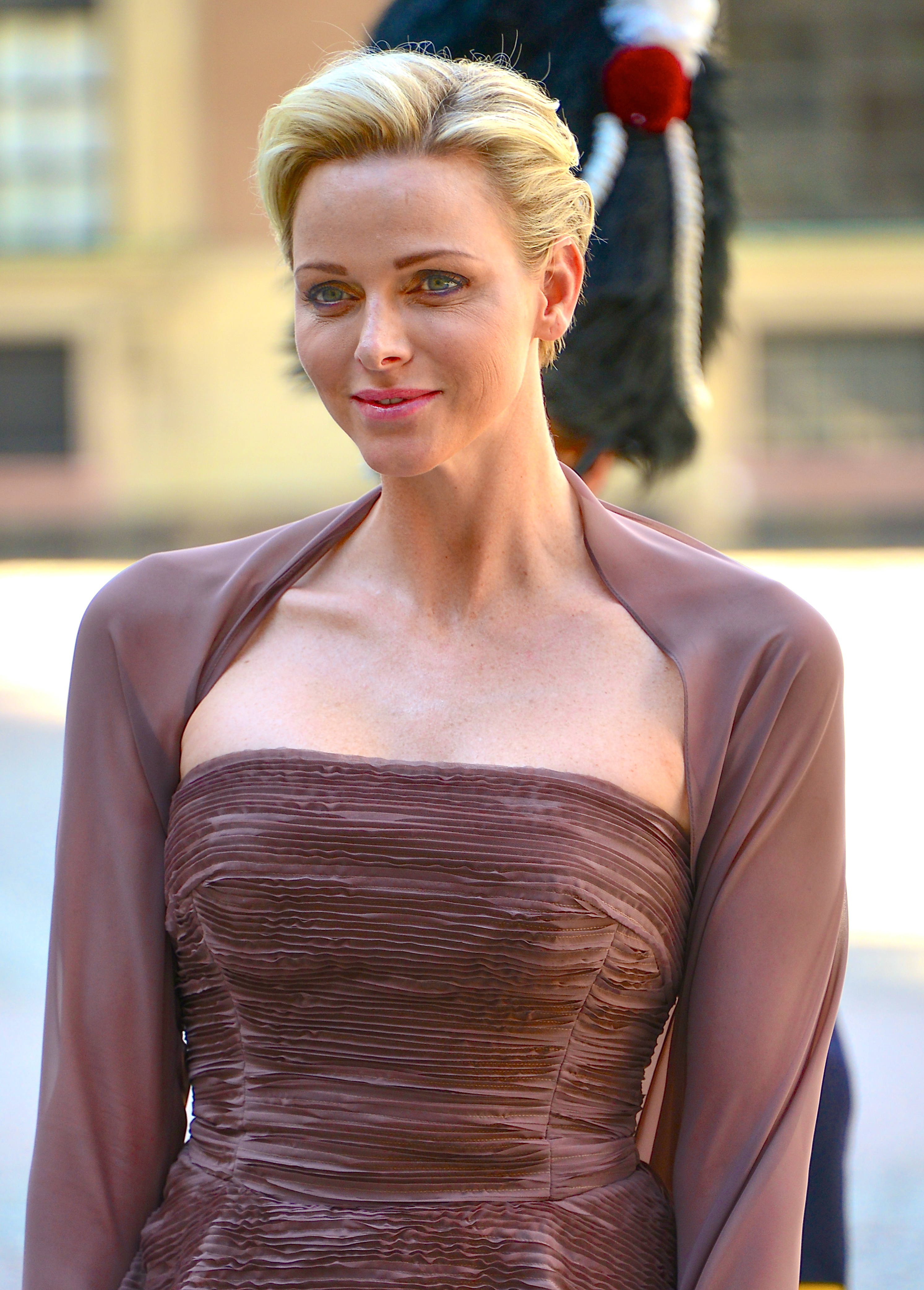
شارلين أميرة موناكو

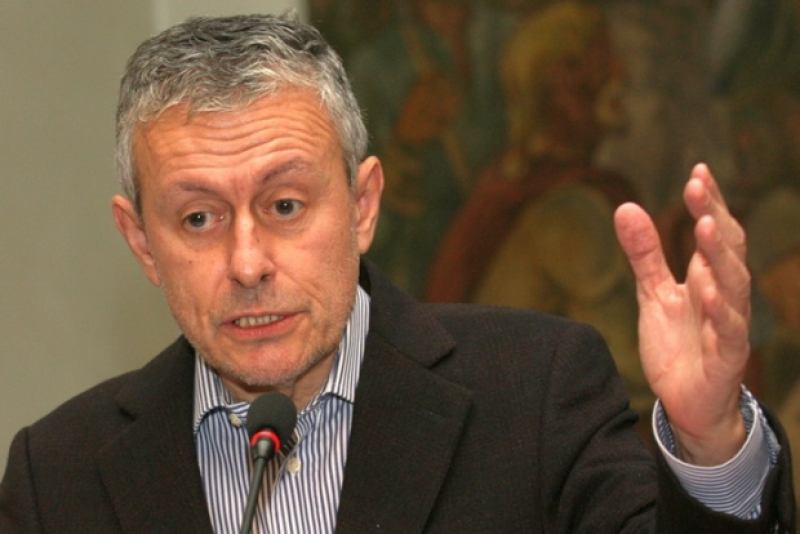
سولومون باسي

- ماريو بياجي
- شارلين أميرة موناكو
- جريس كيلي

- سولومون باسي
- فرانك سيناترا
- كارلو انشيلوتي
- أبا اتربوم
- تيودور بيكونشي
- ماريو بياجي
- بويكو بوريسوف
- إليانا بورميدا
- إيفريت فرانسيس بريجز
- باتا بورشولادزي
- شارلين أميرة موناكو
- كارلو ازيليو شيامبي
- فرانشيسكو كوسيجا
- ريتو دالميا
- دان دانيال
- جاتين داس
- جيمس ديل بيانو
- جون ديكي
- مويرا لينور دينون
- إيرينا إيريس
- برنارد إيفانز
- ليندا فابياني
- جينيفيف فيوري
- فوستر فوركولو
- جايتانو جاجليانو
- فولفجانج هاس
- جريس كيلي
- غابرييل ليسيانو
- لورانس لوتيتو
- فابيو لويزي
- يوري ليوبيموف
- موريسيو ماكري
- هنري مافرودين
- إنجيو منديز دي فيجو
- أمينة محمد
- مانويل مونتيرو دي كاسترو
- خلدون المبارك
- هيديتوشي ناكاتا
- ماريانا نيكولسكو
- أندريه أويتينو
- جورج باسيولو
- كوستانزا باسكولاتو
- سولومون باسي
- ميشيل باستور
- درو بيرسون
- أندريه بليسو
- فيكتور بونتا
- روبرت دي بوتنام
- سيلفيو شيونتي
- جيوفاني سكوجناميلو
- شيم هوا جين
- أندريه شيفتشينكو
- جيمس س. سنايدر
- إليزابيث سودرستروم
- الفا توفت
- زينب كاراهان أوسلو
- رادو فاريا